# Notte
Die Notte ist ein linker Nebenfluss der Dahme in den Landkreisen Teltow-Fläming und Dahme-Spreewald im Bundesland Brandenburg (Deutschland). Sie entspringt südlich von Sperenberg und mündet unterhalb der Schleuse Neue Mühle in Königs Wusterhausen in die Dahme-Wasserstraße. Die Notte ist Landeswasserstraße.

## Name
Der wohl ursprüngliche germanische Name *Natō wurde von den Slawen als *Not(a) übernommen. Der Name leitet sich vom germanischen Adjektiv nata- für 'nass, wasserreich' ab.

## Geschichte
Das Nottefließ war die erste längere, von Menschen schiffbar gemachte Wasserstraße der Mark Brandenburg. Der erste Ausbau mit Schleusen wird in die Regierungszeit des Kurfürsten Joachim II. um 1568 datiert. 1856 bis 1864 ist die Wasserstraße durch einen Meliorationsverband auf 25 km Länge zwischen dem Mellensee und ihrer Mündung bei Königs Wusterhausen umfangreich ausgebaut worden.
Die von Anfang an mit Staustufen ausgebaute Notte wurde, wie seinerzeit üblich, als kanalisierte Notte bezeichnet. Daraus ist irrigerweise ein Nottekanal geworden. Dem Begriff der Kanalisierung entspricht heute die Stauregelung. Auch das Preußische Wassergesetz führt die Notte unter den natürlichen und nicht unter den künstlichen Wasserläufen auf.
Die staugeregelte Notte hatte früher eine erhebliche Bedeutung für die Versorgung Berlins mit landwirtschaftlichen Produkten und Baustoffen. So erfolgte der Transport der Sperenberger Gipssteine, aber auch der Produkte zahlreicher Ziegeleien und Kiesgruben auf dem Wasserweg. Durch den Ausbau des Eisenbahnnetzes (besonders der Mittenwalder Privatbahnen KMTE und NME) verringerte sich die Bedeutung der Notte. Durch die Einflüsse des Zweiten Weltkrieges und wechselnde Probleme mit Brücken und Schleusen kam die kommerzielle Schifffahrt, mit Ausnahme des Hafens Königs Wusterhausen, vollständig zum Erliegen.

## Heutige Nutzung
Die Notte (Nt) ist schiffbar und hat drei Schleusen, eine am Abfluss des  Mellensees, eine kurz vor Mittenwalde und eine in Königs Wusterhausen. Da die Schleuse in Königs Wusterhausen nur 21 m lang ist, kann die Notte heute von Frachtschiffen nicht mehr befahren werden. Ein Kilometer Mündungsstrecke zählt zu den sogenannten sonstigen Binnenwasserstraßen des Bundes in der Zuständigkeit des Wasserstraßen- und Schifffahrtsamtes Spree-Havel.
An der Schleuse Mittenwalde mündet von rechts der Galluner Kanal über eine eigene Schleuse in die Notte ein. Über diesen Kanal ist der Motzener See erreichbar. Bei Ragow, direkt vor der Bundesautobahn 13 Berliner Ring – Dresden, mündet von links der nicht schiffbare Zülowkanal vom Rangsdorfer See her ein.  Zwischen dem Bahnhof Königs Wusterhausen und der Dahme ist die Notte zum Binnenhafen ausgebaut.
In der Gegenwart findet eine touristische Nutzung statt.
Die ursprünglichen Zwecke der Melioration
- Trockenlegung landwirtschaftlicher Nutzflächen
- Senkung des Spiegels des Rangsdorfer Sees
- Abfluss des Sickerwassers der Rieselfelder

werden heute eher eingeschränkt verfolgt.
Bei längerem Starkregen kommt es zum Ansteigen des Grundwasserspiegels und damit zur Beeinträchtigung der Anwohner.